# ビブロス文字
ビブロス文字（ビブロスもじ、ビブロス音節文字、擬似ヒエログリフ、原ビブロス文字とも）とは、ビブロスで見つかった10の銘文によって知られるようになった未解読の文字体系である。銘文は青銅版やへらの上に刻まれ、石に彫られている。それらはモーリス・デュナンが1928年から1932年にかけて発掘し、1945年に彼の研究論文Byblia Grammataで出版された。従来、銘文の年代は紀元前2千年紀 (おそらく紀元前18世紀から紀元前15世紀の間) と測定されている。

## 文字の解説

### 10の銘文
ビブロス文字は通常右から左に書かれる; 語の区切りは滅多に使われない。既知の10の銘文には、発見順にaからjまでの名前が付けられている。
- 長方形の青銅版が4つ、c (16×11 cm) とd (21×12 cm) には、それぞれ225文字と459文字が記録されている。どちらの青銅版も両面に文字が刻まれている。文字は引っかきではなく、金槌とのみによって金属に刻まれていた。
- 青銅製の「へら」が4つ (b, e, f、およびi。それぞれ40文字、17文字、48文字、および84 文字を記録)。これらのへらは多かれ少なかれ三角の形状で、三角形のもっとも鋭い角に「花茎」状の取っ手が付いている。大きさはおよそ5～9cmで、厚さはおよそ1mmである。それらの役割は不明だが、デュナンはそれらが、たとえば神宝に取り付けられる「ラベル」であると考えている。すべてのへらは両面に文字が刻まれている。ただしへらeは除く (片面のみ)。書かれているものは比較的粗雑である。へらfの裏面にある文章は、知られている文章で唯一左から右に読む。へらbとiは語の区切りとして短い縦画を使っている。
へらeの銘文
へらeの銘文 へらの取っ手は壊れている。銘文の一番左にある損傷した文字の再建には4つの可能性がある。
- 石碑の破片が4つ: a, g, hとjに、それぞれ116文字、37文字、7文字、および13文字が記録されている。文字は丁寧に彫られており、行間に明瞭なベースラインがある (「モニュメンタル・スタイル」)。デュナンは、破片hとjはもともと同じ石碑を構成していたと示唆している; 両方の石灰岩はともに同じ化学組成のようである。破片gの文章は縦に5行で書かれている。ブロックjには、明らかに語の区切りとして縦画が使われている。

### 関連する銘文
ビブロス文字とは独立の文字も、斧や土器など各種の他の発掘品から見つかっている。表側にフェニキア文字があり、裏側にビブロス文字の銘文の痕跡 (およそ半ダースのビブロス文字を認識できる) があるへらも知られている。このへらのフェニキア文字は年代が紀元前10世紀であると測定されており、ビブロス文字は通常仮定されているよりも長く使われ続けた可能性があると示唆している。
ビブロス文字と後のフェニキア文字の中間に見える文字が刻まれた石碑の一部もビブロスで見つかっている。21文字が見えている; そのほとんどはビブロス文字とフェニキア文字の両方に共通だが、残り少数の記号はビブロス文字かフェニキア文字のどちらかである (Dunand, Byblia Grammata, pp. 135-138)。

### 記号の一覧
上記の表の各ます目は記号 (左上)、デュナンのコード番号 (左下)、出現頻度 (右下)、およびタブレット (T)、へら (S)、石碑 (M) のいずれに使われていたか (右上) を示している。異なるます目の記号は、実際には1つの記号の異体であるかもしれない; たとえば、先頭行の記号H6、G17、およびE12はおそらく同じ記号である。

### 異なった記号の数
10の主要なビブロス文字の銘文は合わせて1046の文字を含んでいるが、'記号'の数、すなわち異なる文字の数は、デュナンによれば114種類である。ガルビニは、後者の数は2つの理由からおそらく大きすぎると注釈した。第一に、デュナンの記号一覧は大きく損傷した文字を含んでおり、それが本当に新しい記号なのかどうか断言できない。第二に、たとえば石碑の「モニュメンタル」スタイルと、へらや石版の「リニア」スタイルの間に明らかな異体字が存在する。これらの異体字を考慮に入れると記号の総数は減少する。
ガルビニは記号の実際の数はおよそ90種類と見積もっている。この数字は、文字体系が各文字を音節 (通常子音と母音の組み合わせ) として発音する音節文字であることを示唆している。もし子音の数が22 (後のフェニキア文字と同様) から 28 (ウガリト文字と同様) の間であり、母音の数が3 (最初のセム語の母音はa、i、およびuであった) から6 (もしeとo、もしくは母音の無発音を含むなら) であったなら、必要とされる記号の総数は 3×22=66 から 6×28=168 の間となり、およそ妥当な見積もりとなる。

## 他の文字との関係
いくつかの記号、たとえばは、通常のエジプトヒエログリフを修正したもののように見えるが、他の多くはそうではない。ホック (1990年) は、多くの記号はヒエログリフから直接ではなく、むしろエジプト古王国のヒエラティックから派生したようであると指摘している。早ければ紀元前2600年ごろからエジプト人はビブロスで強い影響を与えたことが知られている: ビブロスは「レバノンスギ」のエジプトへの主要な輸出港であったため、無視できない数のエジプト商人の共同体がビブロスに存在した。このように、音節文字はおそらくエジプトヒエログリフを見たことのあるビブロスの誰かによって考案され、隣接するウガリトで数世紀後に複雑なアッカド語の楔形文字より使用の簡単な楔形文字アルファベットが考案されたのと全く同様に、ビブロスの現地語によりうまく適応できる新しい音節文字を構成するための一例として自由に使われた。
かなり多数の記号が後のフェニキア文字に類似している: 。これは、後者が何らかの形で音節文字から派生したことを示唆している。したがって銘文はエジプトヒエログリフと、原カナン文字から派生した、後のセム系文字との間の重要なつながりとなる可能性を秘めている。Colless (1998年) は子孫の原カナン文字やフェニキア文字との深い関係を強調している。

## 解読の試み

### ドルム (1946年)
一般に銘文のコーパスがあまりに小さすぎるため、文章の内部的な解析の基盤となる体系的な解読はできないと考えられている。デュナンが銘文を出版した1年後の1946年にはすでに、解読したという主張が、パリ在住の名高い東洋学者でありかつての暗号解読家であるエドワード・ドルムによってなされた。彼は青銅板の1つの裏面に刻まれた銘文が、現代の数字「1111111」と非常によく似た7つのほとんど同じ山形模様の行で終わる、非常に短い銘文である点に注目した。彼はこれが数字であると仮定し (おそらく「7」だが、4つの記号が他の3つより多少大きいため、ドルムは4×10+3=43であると考えた)、裏面の銘文は銘文全体の年代を含んでいると推測した。
7つの「1」記号の直前にある語は4つの異なる記号からなる: 。損傷しているが識別可能な最初の (一番右の) 記号と、一番左の記号は、それぞれ後のフェニキア文字の'b'と't'に似ている。現在ドルムは、語全体 ('b-..-..-t') をフェニキア語の「b(a) + š(a)-n-t」、「(の)年に」(ヘブライ語のbišnat) であると解釈している。これが彼に4つの記号すべての発音を突き止めさせた。彼はこれらを銘文の残り全体で置き換え、それによってさらに多くのフェニキア語の単語として認識可能な部分を探し、より多くの記号の読みを突き止めた。最後に彼は75種類の記号の転写を提案した。

### ソベルマン (1961年)
ハーベイ・ソベルマンは各種記号の音価を見つけようとはしなかったが、代わりに言語学的技法を使うことにより、単語境界の判定と文法的なパターンの発見を試みた。Danielsは「これらの文章に関する今後の研究はすべてソベルマンの成果を考慮に入れるべきである」と判定した。

### マーティン (1962年)
マラカイ・マーティンは各種の記号を27種類の「クラス」に分類した。彼は解読結果の「第一部」を出版したあと、続編を決して出版しなかった。

### メンデンホール (1985年)
1985年、ミシガン大学のジョージ・E・メンデンホールは新しい翻訳の試みを出版した。メンデンホールは、後のフェニキア文字にも現れる多くの記号が類似の音価を持つと仮定した。たとえば、フェニキア文字では音価g (ヘブライ語の gimel) を持つ記号は、音価gaを持つと仮定された。「上エジプトの王」を意味するエジプトヒエログリフのに似た記号は "mulku" (セム語の 'regal'; ヘブライ語のmèlekh、'king'と比較せよ) と解釈され、発音muが与えられた。後者の例は、メンデンホールが頭音法の原理を広く使って、音節記号の音価はその記号が描く事物を指す (セム語の) 単語の最初の発音と同じであると仮定したことを示している。
メンデンホールは、ビブロス文字で書かれた言語は北西セム語群 (フェニキア語、ヘブライ語) と南セム語群 (アラビア語) に分かれる前の、非常に早期の ("Old Coastal") セム語群であると考えた。彼は文章を早ければ紀元前2400年のものであると測定した。
メンデンホールによって提案された翻訳はしばしば謎めいている。メンデンホールの解釈によると、上記で参照した7つの'1'記号がある文章は婚約に関するものであり、記号は7人の証人の「署名」である。